# Maurice Novarina
Pour les articles homonymes, voir Novarina.
Maurice Novarina, né à Thonon-les-Bains (Haute-Savoie) le 28 juin 1907 et mort dans la même ville le 28 septembre 2002, est un architecte français.

## Biographie

### Formation
Maurice Novarina est ancien élève de l'École spéciale des travaux publics (ESTP) et de l’École nationale supérieure des beaux-arts (ENSBA). Il obtient son diplôme d'architecte DPLG en 1933. Jeune architecte, il travaille avec Louis Moynat, architecte à Thonon-les-Bains et auprès de son père, entrepreneur en bâtiment.

### Sa carrière

Église Notre-Dame du Léman située à Vongy (Thonon-les-Bains)

Tour Super-Italie, Paris 13e (1974)

Maurice Novarina exerce en tant qu’architecte et urbaniste entre 1933 et 2000. Il commence sa carrière en 1933, avec la construction de l'église de Vongy, en Haute-Savoie. La commande religieuse restera présente tout au long de sa vie, ce qui le conduira à travailler avec le père Paul Couturier, figure emblématique du renouvellement de l’art sacré après la Seconde Guerre mondiale en France, et avec de nombreux artistes modernes comme Fernand Léger, Georges Rouault, Jean Bazaine, Alfred Manessier, Pierre Sabatier, André Poirson. Les édifices religieux, dont l'église Notre-Dame-de-Toute-Grâce du plateau d'Assy, sont des exemples de complémentarité entre architecture et arts plastiques.
À la fin de la guerre, le ministère de la Reconstruction et de l'Urbanisme (MRU) nomme des architectes en chef dans les départements français et Maurice Novarina est un des acteurs – il est vrai plus modeste que d’autres – de cette aventure de la reconstruction en France. Ainsi à partir de 1948, il travaille à Pont-Audemer dans l’Eure, sur des projets de reconstruction d’équipements publics tels que des écoles, cinéma, salles communales, églises. En novembre 1946, il effectue le rachat (matériel et clients) de l'atelier d'Henri Jacobi.
Plus tard, à partir de 1958, il est architecte en chef de grandes opérations urbaines (ZUP) dans la France entière : Évreux, Annecy, Besançon (quartier de Planoise), Corbeil-Essonnes, Dole, Argentan, Alençon, Saint-Quentin-en-Yvelines, Villefranche-sur-Saône, Grenoble, Lyon La Duchère.
Nommé architecte en chef des bâtiments civils et palais nationaux, dans les années 1960, alors que les équipements culturels et sportifs se développent, Maurice Novarina conçoit des bâtiments publics tels que la maison de la culture de Thonon-les-Bains, le théâtre de Pont-Audemer, les plages et centre nautiques d'Évian-les-Bains, Thonon-les-Bains et Divonne-les-Bains, le palais des sports de Megève. La ville olympique de Grenoble lui confie la réalisation des ensembles urbains du village olympique et du quartier Malherbe, ainsi que son hôtel de ville. En 1973, il remporte le concours du palais de Justice d'Annecy et, en 1981, il inaugure le centre culturel Bonlieu dans cette même ville. Il faut ajouter à ces réalisations des immeubles résidentiels, des maisons particulières, des hôtels, des hôpitaux, des bâtiments scolaires et universitaires, et une commande à l’étranger : le centre de télévision à Riyad, en Arabie saoudite.
Ses réalisations sont localisées dans la partie Est de la France (Haute-Savoie, Savoie, Doubs, Jura, Isère principalement) et en région parisienne, son agence s’étant développée d’abord à Thonon-les-Bains puis à partir des années 1960 à Paris. Tout au long de sa carrière, l’architecte a concilié ses travaux à l’échelle locale et nationale. 
Il est élu membre de l’Académie des beaux-arts le 6 juin 1979 au fauteuil d'Albert Laprade. Aymeric Zublena lui succède en 2008 et prononce son éloge sous la Coupole le 2 décembre 2009. Il est élu en 1987 à l'Académie des sciences, belles-lettres et arts de Savoie, avec pour titre académique titulaire effectif non résident.
Il a eu deux fils : Patrice Novarina (architecte) et Valère Novarina (écrivain). Son épouse est décédée en 2003.

## Réalisations
Son rythme de travail, intense tout au long de sa carrière, explique des chiffres impressionnants : plus de 40 000 logements réalisés, 26 églises, 22 écoles, et 80 équipements toujours en fonction. Plusieurs bâtiments sont classés ou inscrits monuments historiques, ou encore labellisés Patrimoine du XXe siècle (dont 15 en Rhône-Alpes) : 

### Édifices religieux
32 édifices religieux, dont :
- église Notre-Dame du Léman dans le quartier de Vongy à Thonon-les-Bains (1933-35, Label « Patrimoine du XXe siècle »), restaurée après un incendie en 1990 par l'architecte lui-même;
- église Notre-Dame des Alpes à Saint-Gervais-les-Bains (1936-39) ;
- église Notre-Dame-de-Toute-Grâce du plateau d'Assy à Passy (Haute-Savoie) (1937-46), décorée par de nombreux artistes dont Fernand Léger, Henri Matisse, Marc Chagall, Georges Braque et Georges Rouault (classée monument historique) ;
- chapelle Notre-Dame-de-Toute-Prudence à Bonneval-sur-Arc[6]. (1939, Label « Patrimoine du XXe siècle ») ;
- chapelle Don Bosco située près du centre commercial de l'Étoile à Thonon-les-Bains (1945) ;
- église du Sacré-Cœur d'Audincourt (1949-1951) ;
- église Notre-Dame de Plaimpalais à Alby-sur-Chéran (1954-60) ;
- église Notre-Dame de la Rencontre à Amphion-Publier (1954-59) ;
- église Notre-Dame-de-la-Paix à Villeparisis (1958, Label « Patrimoine du XXe siècle ») ;
- église Notre-Dame-de-Béligny à Villefranche-sur-Saône (1962, Label « Patrimoine du XXe siècle ») ;
- église Notre-Dame-de-Lourdes à Thonon-les-Bains (1965) ;
- église Saint-Simond d'Aix-les-Bains (1963-65) ;
- église Sainte-Bernadette à Annecy (1964-69, Label « Patrimoine du XXe siècle ») avec Claude Fay ;
- église Notre-Dame de La Tronche (1966, Label « Patrimoine du XXe siècle ») ;
- église Notre-Dame-de-la-Paix d'Étrembières (1966-67) ;
- couvent de la Visitation de Marclaz à Thonon-les-Bains (1968) ;
- chapelle de l'hôpital de Thonon-les-Bains (1970, Label « Patrimoine du XXe siècle ») ;
- église Saint-François-d'Assise de Besançon-Planoise (1970-1972) ;
- église Saint-André d'Ézy-sur-Eure (1956-1957,  Label « Patrimoine du XXe siècle ») ;
- église Saint-Michel d'Évreux (1963,  Label « Patrimoine du XXe siècle »)[7] ;
- église Notre-Dame-des-Cités de Viry-Châtillon (1960-1969).

### Équipements
- des bâtiments administratifs : Hôtel de ville de Grenoble (1965-68, Label « Patrimoine du XXe siècle »), Palais de justice d'Annecy (1973-78), Centre de Télévision de Riyad (1982-83) ; la gare de Grenoble, construite en 1967 pour les jeux olympiques d'hiver de 1968.
- des édifices culturels : La Maison des Arts (Thonon-les-Bains, 1963-66), Centre culturel de Bonlieu (Annecy, 1963-81) ; L'Éclat (théâtre) à Pont-Audemer
- des équipements sportifs : Palais des sports de Megève ; centre nautique de Divonne-les-Bains (1963), centre nautique d'Évian-les-Bains (1966, Label « Patrimoine du XXe siècle »)
- des hôtels : Villa Novarina (Strasbourg) ;
- des établissements scolaires : collège Notre-Dame de Bellevaux (Bellevaux, 1948-1953), groupe scolaire de Routot, Eure (1954)
- des commerces : débit de boissons dit buvette de la nouvelle source Cachat à Évian-les-Bains (1956, Label « Patrimoine du XXe siècle »)
- des ouvrages d'art : viaduc de Nantua (A 40), viaduc autoroutier de Poncin (A 40), viaduc des Neyrolles; barrage de Sault-Brénaz à Porcieu-Amblagnieu.

### Habitations, tours et plans d'urbanisme

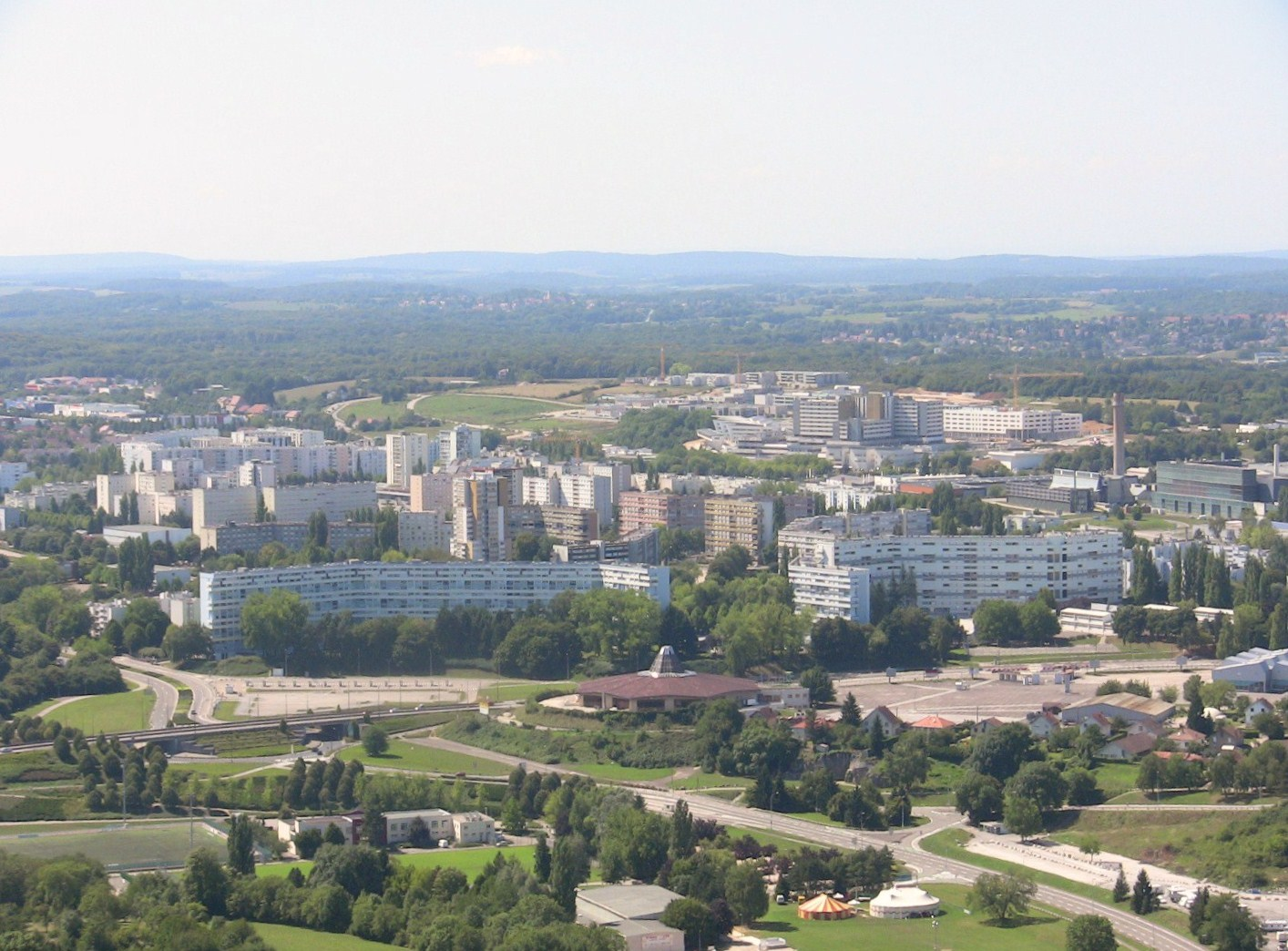
La ZUP de Planoise, construit en partie par Maurice Novarina

- des immeubles d'habitation : le quartier de La Madeleine à Évreux dans l'Eure (27) - 1re tranche ;
- des immeubles de grande hauteur : le Périscope et la tour Super-Italie, à Paris, sur l’avenue d’Italie (13e arrondissement) ;
- des quartiers : cité de la Sardagne à Cluses (1949, Label « Patrimoine du XXe siècle ») ; immeuble de la zone d'urbanisation à Annecy (1962, Label « Patrimoine du XXe siècle ») ; quartier de la Rénovation (Thonon-les-Bains, 1965-1985) ; quartier du Village Olympique (Grenoble, 1965-67, Label « Patrimoine du XXe siècle ») ; les Époisses à Planoise ; cité de Vouilloux à Sallanches (1970, Label « Patrimoine du XXe siècle ») ;
- des maisons particulières : maison dite Maison à Pélo Ben[8], 720 avenue du Léman à Neuvecelle (1960, Label « Patrimoine du XXe siècle »).

## Distinctions
- Commandeur de la Légion d'honneur (1980) ;
- Officier de l'ordre national du Mérite (1967) ;
- Officier de l'ordre des Arts et des Lettres (1975).

## Récompenses
- le prix Delarue (1952).
- le prix de l'architecture privée de l'Académie d'architecture (fondation Le Soufaché) (1959).
- la médaille d'argent (1960) puis médaille d'or (1965) de la société d'encouragement à l'art et à l'industrie.
- le Prix des neiges qui récompense les Savoyards ayant œuvré pour le renom de la Savoie et de la Haute-Savoie.

## Réception de son œuvre
- Exposition « Maurice Novarina, un architecte dans son siècle », rétrospective créée par le CAUE de la Haute-Savoie et présentée à Thonon-les-Bains (septembre 2007 - mars 2008) et Annecy (novembre 2007) puis à Lyon de mars à mai 2008 pour célébrer le centenaire de sa naissance.

- Depuis 2010, les archives privées de Maurice Novarina sont regroupées aux Archives départementales de Haute-Savoie à Annecy. Elles comprennent le fonds d'archives d'architecte, donné par ses fils, Valère et Patrice Novarina, et le fonds que l'architecte avait donné de son vivant au Ministère de la Culture et de la Communication.